# André Carvalho
André Carvalho (Vila Nova de Famalicão, 31 de octubre de 1997) es un ciclista profesional portugués miembro del equipo Efapel Cycling de categoría Continental.

## Biografía
Nacido el 31 de octubre de 1997 en Vila Nova de Famalicão, André Carvalho es nieto de Carlos Carvalho, ciclista profesional de 1955 a 1966, ganador de la Vuelta a Portugal en 1959. En 2016 hizo su debut sub-23 con el equipo Continental Liberty Seguros-Carglass.
En 2019 se unió al equipo continental profesional estadounidense Hagens Berman Axeon. En primavera consiguió buenos resultados en las clásicas al terminar quinto en la Lieja-Bastoña-Lieja sub-23 y luego en la París-Roubaix sub-23. En septiembre terminó noveno en el Gran Premio Jef Scherens. En 2020 finalizó décimo en el Gran Premio de Isbergues, en Francia. En octubre firmó un contrato de un año con la formación UCI WorldTeam Cofidis.

## Palmarés
- Aún no ha conseguido victorias como profesional.

## Resultados en Grandes Vueltas y Campeonatos del Mundo
| Carrera         | Carrera         | 2018 | 2019 | 2020 | 2021 | 2022 | 2023  | 2024 |
| --------------- | --------------- | ---- | ---- | ---- | ---- | ---- | ----- | ---- |
|                 | Giro de Italia  | —    | —    | —    | —    | —    | —     | —    |
|                 | Tour de Francia | —    | —    | —    | —    | —    | —     | —    |
|                 | Vuelta a España | —    | —    | —    | —    | —    | 134.º | —    |
| Mundial en Ruta | Mundial en Ruta | —    | —    | —    | Ab.  | —    | Ab.   | —    |

—: no participa

Ab.: abandono

## Equipos
- Liberty Seguros-Carglass (2018)
- Hagens Berman Axeon (2019-2020)
- Cofidis (2021-2023)
- Sabgal Anicolor (2024)
- Efapel Cycling (2025-)